# Charles Berkeley (2e vicomte Fitzhardinge)
Pour les articles homonymes, voir Charles Berkeley (homonymie) et Berkeley.
Charles Berkeley, 2e vicomte Fitzhardinge (14 décembre 1599 - 12 juin 1668) est un homme politique anglais qui siège à la Chambre des communes à divers moments entre 1621 et 1668. Il soutient la cause royaliste dans la guerre civile anglaise.

## Biographie
Il est le fils de Maurice Berkeley de Bruton, Somerset, de la branche Bruton de la famille Berkeley, et de son épouse Elizabeth Killigrew, fille d'Henry Killigrew de Hanworth, Middlesex. Il fait ses études au collège d'Eton en 1613 et est inscrit au Queen's College d'Oxford le 3 novembre 1615 à l'âge de 15 ans.
En 1621, il est élu député du Somerset. Il est fait chevalier en 1623. Il est élu député de Bodmin en 1624 et de Heytesbury en 1625, 1626 et 1628. Il siège jusqu'en 1629, date à laquelle le roi Charles décide de gouverner sans parlement pendant onze ans.
En avril 1640, Berkeley est élu député de Bath dans le Court Parlement. Il aide à organiser la résistance locale, mais il est royaliste pendant la guerre civile et exécute une commission d'Array en 1642.
Après la restauration, il est élu député de Heytesbury et Bath en 1661 dans le Parlement Cavalier. Il est réélu lors d'une élection partielle pour Heytesbury après que la première ait été déclarée nulle et siège jusqu'à sa mort.
Avant sa mort, Berkeley devient vicomte Fitzhardinge à la mort de son deuxième fils, Charles Berkeley (1er comte de Falmouth), tué lors de la bataille de Lowestoft, un engagement naval avec les Hollandais, le 3 juin 1665. Berkeley meurt d'apoplexie à l'âge de 68 ans et est enterré à Bruton dans l' église St Mary de Bruton.
Il épouse Penelope Godolphn, fille de William Godolphin (en) de Godolphin, Cornwall et Thomasine Sydney, et a quatre fils. Son fils survivant Maurice Berkeley (3e vicomte Fitzhardinge) lui succède comme vicomte. Son troisième fils, William, devient amiral de la Royal Navy et est également tué lors de la bataille des Quatre Jours en 1666. Le frère de Berkeley, John est un soldat royaliste et son frère, William est gouverneur royal de la colonie de Virginie.